# Chill guy
 (février 2025).
« Chill guy », également connu sous le nom de « Mon nouveau personnage », est une œuvre d'art numérique et un mème Internet publié pour la première fois par l'artiste Phillip Banks sur Twitter le 4 octobre 2023. L'œuvre est composée d'un chien anthropomorphe portant un pull gris, un jean bleu et des baskets rouges, dégageant une expression détendue en souriant avec ses mains dans ses poches. Même si l'œuvre a connu un certain succès après sa publication, elle n'est devenue virale que près d'un an plus tard, le 30 août 2024, lorsqu'un utilisateur de TikTok a réalisé un diaporama avec l'œuvre, la combinant avec d'autres mèmes populaires à l'époque. Dans les jours suivants, des mèmes similaires ont gagné des dizaines de millions de vues, attirant l'attention de plus grandes entreprises, dont la franchise de jeux vidéo Halo et le distributeur européen de Sprite, qui ont utilisé l'illustration dans leurs promotions.
L'œuvre est redevenue virale le 20 novembre 2024, principalement sur TikTok. Elle a inspiré la pièce mème $CHILLGUY qui a rapidement atteint une capitalisation boursière de 488 millions de dollars. La popularité de la pièce qui en a résulté ainsi que l'utilisation non autorisée de l'œuvre d'art à des fins commerciales ont conduit Banks à protéger l'œuvre d'art par le droit d'auteur et à émettre des retraits de « marchandises non autorisées et de shitcoins » dans le but de réaliser un profit, sans inclure les fan arts ou les marques l'utilisant dans les tendances. La valeur de la pièce est tombée à environ la moitié de sa valeur initiale à la suite de l'annonce, et Banks a ensuite été doxxé, ce qui l'a incité à rendre son compte Twitter privé pour éviter tout harcèlement supplémentaire.
Selon certains médias,,, le mème a probablement eu un écho en ligne car il était considéré comme un élément ludique mais auquel il était facile de se sentir connecté, qui encourageait les gens à chercher des solutions par eux-mêmes, à rester sans stress et à aborder la vie avec une « attitude décontractée ». L'œuvre d'art a été considérée comme l'un des meilleurs mèmes de 2024 par le journal américain USA Today et la société de médias numériques indienne ScoopWhoop.

## Description
L'œuvre d'art est composée d'un chien brun avec une figure humaine, portant un pull ras du cou gris, un jean bleu et des chaussures Converse rouges sales,,,. Il sourit, les mains dans les poches, avec la légende écrite par Banks disant qu'il est un « gars cool »,. Son design a été présenté à tort comme étant basé sur un croisement entre le dessin animé américain des années 1990 Arthur et le personnage « Charlie » de la série télévisée d'animation américaine pour adultes Smiling Friends,,,, mais selon Banks, il n'était basé sur rien de particulier. Quant au nom du personnage, Banks a tweeté le 2 septembre 2024 qu'il n'aimait pas l'utilisation du nom « mon nouveau personnage » pour l'œuvre d'art par opposition à « Chill guy », qui était son intention initiale pour l'œuvre.

## Histoire
Le 4 octobre 2023, l'artiste Phillip Banks a publié l'image originale sur Twitter avec la légende « mon nouveau personnage ». Son truc, c'est qu'il est un gars cool qui s'en fiche discrètement ». Il a ensuite posté la même œuvre sur Instagram Reels. L'œuvre a été utilisée dans un certain nombre de mèmes après sa publication, inspirant Banks à créer une œuvre supplémentaire qu'il a appelée « Unchill gal » ou « Mon ancien personnage » basée sur Chill guy, qu'il a dessinée avec une palette de couleurs opposées ainsi que des expressions plus sérieuses et moins insouciantes,,,. L'œuvre d'art n'est devenue virale que plus tard, le 30 août 2024, lorsqu'un utilisateur de TikTok sous le nom d'utilisateur « .blitzerzz » a créé un diaporama avec l'œuvre d'art, en utilisant d'autres mèmes de l'époque, notamment la chanson de Roddy Ricch « Ricch Forever » et la sitcom animée américaine pour adultes Family Guy,. Un autre montage réalisé sur TikTok le 4 septembre 2024, utilisant une citation de la série télévisée américaine Dexter, a été vu plus de 4,5 millions de fois, et une republication le lendemain a été vue plus de 13,8 millions de fois. Des modifications similaires dans les jours suivants, utilisant des « citations relaxantes » d'autres chaînes de télévision grand public, ont connu un succès similaire, en particulier sur TikTok et Twitter. Selon le journal indien anglophone Times Now News, le mème a probablement eu un écho en ligne parce qu'il s'agissait d'un élément ludique mais pertinent qui « encourageait les gens à se concentrer sur eux-mêmes », à rester sans stress et à aborder la vie avec une « attitude décontractée », aux côtés d'autres éléments d'entraide pertinents,,. Entre les deux plateformes de médias sociaux, les publications originales de Banks ont reçu plus de 100 000 mentions « J'aime » et plus de dix mille republications. Des cosplays et des fanarts du personnage sont également apparus en ligne, inspirant certains costumes d'Halloween plus tard dans l'année,,,.    
Une autre raison attribuée à la popularité croissante de l'œuvre d'art est venue après la création de « Chill Girl » le 17 novembre par l'utilisateur de TikTok « stopscrolling_22 », qui met en scène Chill Guy avec des cheveux longs superposés. Le résultat a été une augmentation soudaine des mèmes utilisant l'œuvre d'art, qui, principalement sur TikTok, a mis davantage l'accent sur la santé mentale masculine,. De grandes entreprises et entités, dont le parti politique indien BJP, l'équipe de basket-ball américaine March Madness, la chaîne de football américain NFL sur CBS et le distributeur européen de Sprite, ont tous utilisé l'illustration dans leurs propres publications.

## Héritage

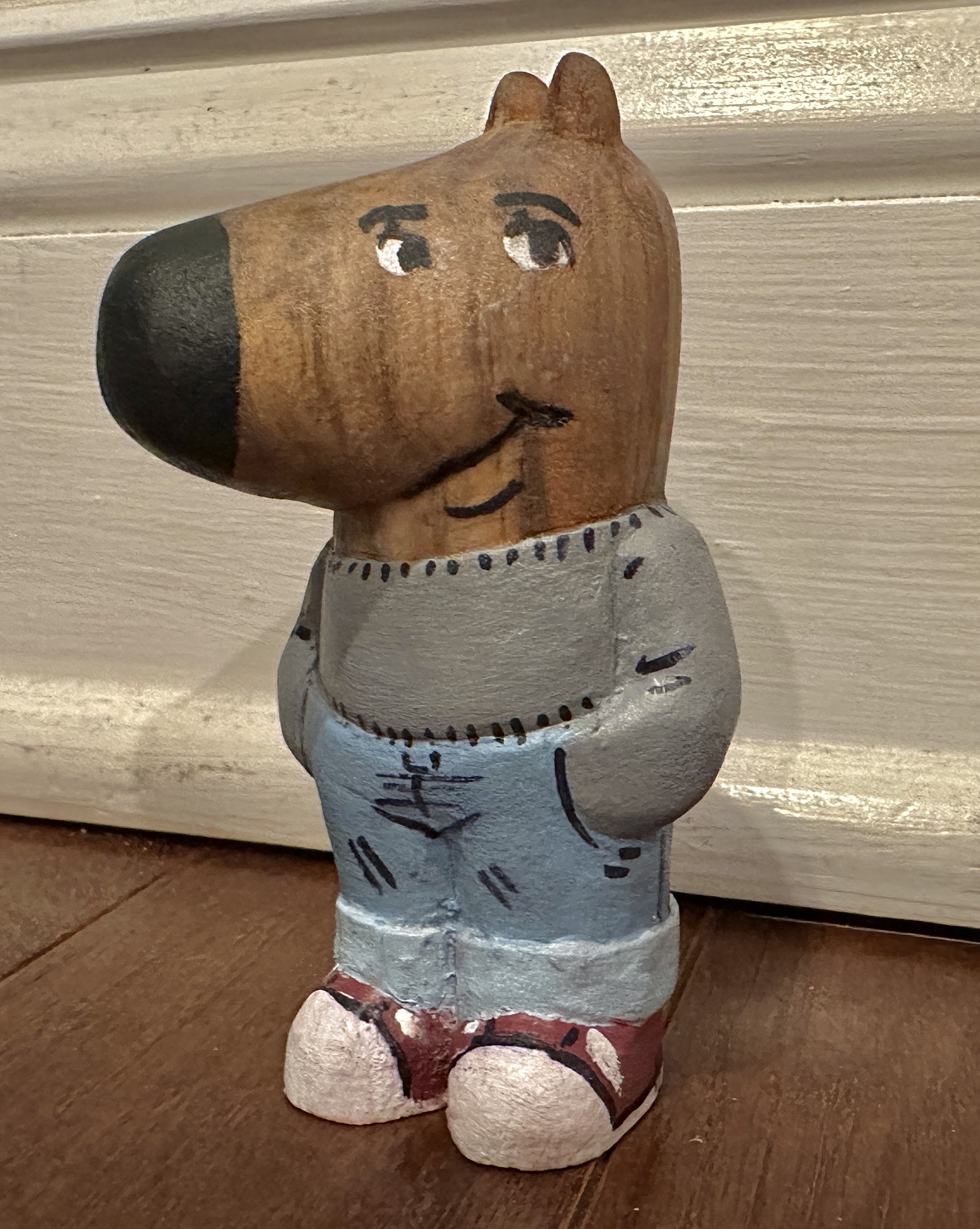
Une sculpture en bois peinte de l'œuvre d'art

Fin 2024, l'œuvre d'art a été considérée comme l'un des dix meilleurs mèmes de 2024 par le journal américain USA Today, et l'un des huit meilleurs par la société de médias numériques indienne ScoopWhoop. Le morceau pour piano « Hinoki Wood » de Gia Margaret, souvent associé au mème sur les réseaux sociaux, a atteint la deuxième place du TikTok Billboard Top 50 pour la semaine du 7 décembre 2024,. Un échantillon de « Hinoki Wood » a été utilisé par le groupe de hip-hop 41 pour créer leur chanson « Chill Guy », du nom de l'œuvre d'art.
Le 15 décembre 2024, après une victoire 2 à 1 contre Manchester City, le joueur de Manchester United Amad Diallo a fait référence au mème dans une interview d'après-match, déclarant : « J'ai travaillé si dur chaque jour pour avoir ce moment, pour vivre ce moment, et je suis si heureux que l'équipe soit très contente de moi parce que je suis un gars détendu ».